# L'indiano
L'indiano (укр. «Індіанець») — пісня італійського співака і кіноактора Адріано Челентано 2005 року.

## Про пісню
Пісня була першим треком другого видання альбому Адріано Челентано «C'è sempre un motivo». Також вона вийшла як сингл у 2005 році на CD в Італії, під лейблами «Clan Celentano». Автором пісні був композитор Паоло Конте. Пісня «L'indiano» не мала успіху, вона стала «маніфестом» Челентано щодо свободи слова та висловлювання думки — які були головними аргументами телепрограми «Рок-політик» (2005), де вона служила фінальною заставкою. 

## Трек-лист
| #  | Назва                   | Тривалість |
| -- | ----------------------- | ---------- |
| 1. | «L'indiano» (Індіанець) | 3:25       |